# Топульно
Топульно (пол. Topólno) — село в Польщі, у гміні Гомбін Плоцького повіту Мазовецького воєводства.
Населення — 333 особи (2011).
У 1975-1998 роках село належало до Плоцького воєводства.

## Демографія
Демографічна структура станом на 31 березня 2011 року:
|          | Загалом | Допрацездатний вік | Працездатний вік | Постпрацездатний вік |
| -------- | ------- | ------------------ | ---------------- | -------------------- |
| Чоловіки | 167     | 32                 | 114              | 21                   |
| Жінки    | 166     | 24                 | 105              | 37                   |
| Разом    | 333     | 56                 | 219              | 58                   |